# Pedro María Carreño
Pedro María Carreño (Bogotá, 1874-Bogotá, 1946) fue un abogado y político colombiano. 

## Biografía
Catedrático, parlamentario, académico, ministro, dramaturgo y prosista. Publicó artículos y ensayos. Como ministro de , dirigió el censo de 1912 y la elaboración del Código de Instrucción Pública. 
Fue Decano de la facultad de derecho de la Universidad Nacional; como miembro de la Asamblea Nacional de Colombia de 1910. 
Fue ministro de Instrucción Pública (1910) y Ministro de Gobierno (1911) en el gobierno de Carlos Eugenio Restrepo. Fue ministro de Educación (1933) en el gobierno de Enrique Olaya Herrera; diplomático en Inglaterra; presidente de la Academia Colombiana de Jurisprudencia (1916). Miembro de las academias de Historia de Colombia y de Venezuela.

## Homenajes
La ciudad colombiana de Puerto Carreño le debe su nombre. El Congreso honró su memoria por Ley 73 de 1947 y ordenó colocar su retrato al óleo en el Ministerio de Relaciones Exteriores.

## Obras
- Apuntes Sobre Derecho Administrativo (1934)
- Notas y Recuerdos de un Cronista (1940)
- Críticas dramáticas; Notas y recuerdos de un cronista
- Pláticas de fray Candil; De Nueva York a San Francisco
- La cuestión romana
- Explicaciones de un ex ministro de Estado (1940)[5]
- Filosofía del derecho
- Derecho administrativo
- Código de instrucción pública de Colombia.